# Leon Boden
Leon Boden (Kiel, 14 luglio 1958 – 18 aprile 2020) è stato un attore, regista e doppiatore tedesco.

## Biografia
Leon Boden ha studiato recitazione e regia al Mozarteum di Salisburgo e si è diplomato in canto. 
Dall'inizio degli anni '80 si è esibito all' Elisabethbühne, a Salisburgo , Graz, Brema, nei teatri di Stato e al Deutsches Theater di Berlino.
Il repertorio di Boden spaziava da William Shakespeare e Kurt Tucholsky alla letteratura contemporanea.  In un'occasione, ha persino diretto lui stesso due opere teatrali.
Alla fine degli anni '90, è stato amministratore delegato della Alligator-Film di Düsseldorf. 
Contemporaneamente, ha lavorato due volte come regista cinematografico; entrambi i film sono stati un fiasco. Dagli anni '90 in poi, Boden ha interpretato numerosi ruoli in film e serie televisive, accrescendo così la sua notorietà.
Boden è morto nell'aprile 2020 all'età di 61 anni a causa di un cancro.

## Filmografia

### Televisione
- Squadra Speciale Cobra 11 (Alarm für Cobra 11 – Die Autobahnpolizei) - serie TV (1996)
- Im Namen des Gesetzes - serie TV (1998)
- Wolff, un poliziotto a Berlino (Wolffs Revier) - serie TV (1998)
- Die Rote Meile - serie TV (25 episodi) (1999-2001)
- Der Pfundskerl - serie TV (2001)
- Klinikum Berlin Mitten - Leben in Bereitschaft - serie TV (8 episodi) (2002)
- Die Wache - serie TV (35 episodi) (2002-2006)
- Guardia costiera (Küstenwache) - serie TV (2003)
- Soko 5113 - serie TV (2 episodi) (2003, 2005)
- Hinter Gittern – Der Frauenknast - serie TV (98 episodi) (2004-2007)
- In aller Freundschaft - serie TV (2004)
- Un caso per due (Ein Fall für zwei) - serie TV (2004)
- Neues aus Büttenwarder - serie TV (2005)
- Lady Cop (Die Kommissarin) - serie TV (2006)
- Die Rosenheim-Cops - serie TV (2007)
- Squadra Speciale Stoccarda (SOKO Stuttgart) - serie TV (2015)
- SOKO Wismar - serie TV (2017)

## Regia
- Weibsbilder (1996)

## Doppiaggio
- Denzel Washington in Jamaica Cop, Mississippi Masala, Verdetto finale, Il rapporto Pelican, Philadelphia, Molto rumore per nulla, Allarme Rosso, Il diavolo in blu, Il coraggio della verità, Uno sguardo dal cielo, Attacco al potere, Il tocco del male, Hurricane - Il grido dell'innocenza, Il collezionista di ossa, Il sapore della vittoria, Training Day, Antowne Fisher, John Q, Out of Time, The Manchurian Candidate, Man on Fire - Il fuoco della vendetta, Déjà vu - Corsa contro il tempo, The Equalizer - Il vendicatore, Inside Man, American Gangster, Pelham 123 - Ostaggi in metropolitana, Codice Genesi, Unstoppable - Fuori controllo, The Great Debaters - Il potere della parola, Flight, Safe House - Nessuno è al sicuro, Cani sciolti, Barriere, I magnifici 7, The Equalizer 2 - Senza perdono
- Jason Statham in The Transporter, Transporter: Extreme, Crank, Rogue - Il solitario, La rapina perfetta, Transporter 3, Crank: High Voltage, 13 - Se perdi... muori, Blitz, Killer Elite, Professione assassino, Safe, Fast & Furious 6, Homefront, Parker, Redemption - Identità nascoste, Fast & Furious 7, Spy, Joker - Wild Card, Mechanic: Resurrection, Fast & Furious 8, Shark - Il primo squalo, Fast & Furious - Hobbs & Shaw
- Djimon Hounsou in Il gladiatore
- Michael Jordan in Space Jam, Looney Tunes: Back in Action
- Will Smith in Bad Boys, Independence Day, 6 gradi di separazione
- Faran Tahir in Iron Man, Star Trek
- Chow Yun-fat in Pirati dei Caraibi - Oltre i confini del mare
- Giancarlo Esposito in Monkeybone, Maze Runner - La fuga, Maze Runner - La rivelazione
- Lance Reddick in John Wick, John Wick - Capitolo 2, John Wick 3 - Parabellum
- Colin Salmon in Macchine mortali
- Yuugo Tennouji in Steins;Gate
- Narratore in TMNT